# Haar-maat
In de wiskundige analyse, een deelgebied van de wiskunde, is de Haar-maat een manier om een "invariant volume" toe te kennen aan deelverzamelingen van lokaal compacte topologische groepen en vervolgens een integraal voor functies op deze groepen te definiëren. 
Deze maat werd omstreeks 1932 door de Hongaarse wiskundige Alfred Haar geïntroduceerd. Haar-maten worden in vele gebieden van de analyse en getaltheorie, en ook in de schattingstheorie gebruikt. 

## Definitie
Zij {\displaystyle G} een lokaal compacte topologische groep. Noteer {\displaystyle {\mathcal {C}}_{00}} voor de vectorruimte der complexwaardige continue functies met compacte drager in {\displaystyle G,} en {\displaystyle {\mathcal {C}}_{00}^{+}} voor de deelverzameling van functies die overal niet-negatieve reële waarden aannemen. Noteer {\displaystyle {}_{a}f} voor de linkergetranslateerde van een functie {\displaystyle f} over een groepselement {\displaystyle a,} d.w.z. {\displaystyle {}_{a}f(x)=f(ax).}
Een linker Haar-integraal op {\displaystyle {\mathcal {C}}_{00}^{+}} is een afbeelding {\displaystyle I:{\mathcal {C}}_{00}^{+}\to {\mathbb {R} }} met de eigenschappen:
1. {\displaystyle I(f)>0} als {\displaystyle f} niet identiek 0 is
2. {\displaystyle \forall f,g\in {\mathcal {C}}_{00}^{+}:I(f+g)=I(f)+I(g)}
3. {\displaystyle \forall f\in {\mathcal {C}}_{00}^{+},\alpha \geq 0:I(\alpha f)=\alpha I(f)}
4. {\displaystyle \forall f\in {\mathcal {C}}_{00}^{+},a\in G:I({}_{a}f)=I(f)}

Een dergelijke afbeelding {\displaystyle I} bestaat en is uniek op een constante factor na.
Uit het bestaan en de uniciteit van de linker Haar-integraal volgt het bestaan van een linker Haar-maat, d.w.z. een maat op een sigma-algebra  die minstens de open verzamelingen van {\displaystyle G} bevat en met de eigenschappen:
1. {\displaystyle \lambda (U)>0} voor elke open verzameling {\displaystyle U}
2. {\displaystyle \lambda (U)<\infty } voor minstens een niet-lege open verzameling {\displaystyle U}
3. {\displaystyle \lambda } is linksinvariant, d.w.z. {\displaystyle \forall a\in G,B\subset G:\lambda (aB)=\lambda (B)}

Ook deze is uniek op vermenigvuldiging met een positieve constante na. Door symmetrie bestaan ook een (op en constante na) unieke rechter Haar-integraal en een rechter Haar-maat.

## Modulus
De rechter Haar-maat {\displaystyle \lambda _{R}} is niet noodzakelijk een constant veelvoud van de linker Haar-maat {\displaystyle \lambda _{L}.} De twee maten zijn echter wel absoluut continu ten opzichte van elkaar, dus bestaat er wegens de stelling van Radon-Nikodym een meetbare functie {\displaystyle \Delta :G\to \mathbb {R} }, modulus  of modulaire functie genoemd, met de eigenschap dat
{\displaystyle \forall A\in {\mathcal {B}}:\lambda _{R}(A)=\int _{A}\Delta (g)d\lambda _{L}(g)}
Als de linker- en rechter Haar-maten wel veelvouden van elkaar zijn, is de modulus constant en kan hij gelijk aan de constante 1 worden gekozen; dergelijke topologische groepen heten unimodulair. Dit is duidelijk het geval bij abelse groepen. Compacte groepen zijn ook altijd unimodulair, zelfs als ze niet abels zijn.
Aan de hand van de Haar-maat definieert men ook de convolutie van twee functies op G.